# Бородачёв, Иван Павлович
Иван Павлович Бородачёв (около 1890—?) —  матрос Балтфлота, эсер, член Всероссийского учредительного собрания.

## Биография
Родился в крестьянской семье в Жиздринском уезде Калужкой губернии. Член партии эсеров. В 1917 году матрос Балтийского флота. 
Участвовал как делегат во Всероссийском съезде Крестьянских депутатов, член ВЦИК. 
В конце 1917 года был избран во Всероссийское учредительное собрание в Калужском избирательном округе  по списку № 2 (эсеры и губернский съезд Советов Крестьянских депутатов). В начале декабря была образована левоэсеровская фракция, которая регулярно оповещала о своем существовании в газетах. И. П. Бородачёв вместе с другими левыми эсерами (Г. К. Бариновым, В. Г. Дьяконовым, Н. Н. Ольхиным, А. И. Бриллиантовым) вошёл во временное бюро фракции. Участвовал в заседании Учредительного собрания 5 января 1918 года. Входил в состав бюро фракции и на данном заседании.
Дальнейшая судьба и дата смерти неизвестны.

## Семья
- Жена — ?
  - Дети — ?